# (10668) Plansos
(10668) Plansos est un astéroïde de la ceinture principale.

## Description
(10668) Plansos est un astéroïde de la ceinture principale. Il fut découvert le 24 octobre 1976 à La Silla par Richard M. West. Il présente une orbite caractérisée par un demi-grand axe de 2,62 UA, une excentricité de 0,17 et une inclinaison de 13,0° par rapport à l'écliptique.